# Кибирев, Владимир Васильевич
Владимир Васильевич Кибирев (3 января 1945, Оймур, Бурят-Монгольская АССР — 29 декабря 2021, Улан-Удэ) — советский и российский учёный-математик, кандидат физико-математических наук (1982), профессор кафедры прикладной математики и дифференциальных уравнений Института математики и информатики Бурятского государственного Университета. Отличник просвещения СССР (1987), Заслуженный работник высшей школы Российской Федерации (2007), Заслуженный работник образования Республики Бурятия (1996).

## Биография
Владимир Васильевич родился 3 января 1945 года в селе Оймур Кабанского района Бурятской АССР.
В 1961 году окончил Оймурскую среднею школу с золотой медалью и поступил на физико-математический факультет Бурятского государственного педагогического института, который окончил с отличием в 1965 году.
После окончания ВУЗа остался работать в БГПИ ассистентом кафедры математического анализа.
С 1968 года работает в должности стажера-исследователя на кафедре математического анализа ЛГПИ им. А. И. Герцена до 1971 года с перерывом на службу в рядах советской армии (1969—1970).
С 1971 года и до конца жизни работал в БГПИ (позже переименованное в БГУ). С 1971 года по 1972 год в должности ассистента кафедры математического анализа, в 1972—1977 годах — заместитель декана физико-математического факультета, 1980—1983 годах — старший преподаватель кафедры математического анализа, 1983—1986 годах — декан физико-математического факультета, 1986—1996 годах — заведующий кафедрой математического анализа, 1996—2001 годах — декан Института математики и информатики БГУ, 2001—2008 годах — первый заместитель директор ИМИ, 2008—2010 годах — директор ИМИ БГУ, с 2010 года — профессор кафедры прикладной математики и дифференциальных уравнений ИМИ БГУ.
В 1982 году защитил кандидатскую диссертацию на соискание учёной степени кандидата-физико-математических наук на тему «Глобальные методы исследования нефредгольмовых краевых задач для эллиптических уравнений».
Указом Президента РФ от 27 августа 2007 года Владимир Васильевич удостоен государственной награды РФ за заслуги в научно-педагогической деятельности и большой вклад в подготовку квалифицированных специалистов ему присвоено почетное звание «Заслуженный работник высшей школы Российской Федерации».
Умер 29 декабря 2021 года в Улан-Удэ.

## Научная и педагогическая деятельность
Владимир Васильевич опубликовал более 160 научных статей.
Во время работы в институте, а затем в университете, вёл лекционные и практические занятия по математическому анализу, дифференциальным уравнениям, теории вероятностей и математической статистике, высшей математике и другим предметам, был руководителем курсовых и дипломных работ студентов.

## Звания и награды
- Почётная грамота Министерства просвещения СССР (1985)[1].
- Почётная грамота ЦК Профсоюза работников просвещения высшей школы и научных учреждений (1985)[1].
- Знак «Отличник просвещения СССР» (1987)[1].
- Медаль К. Д. Ушинского (1996)[1].
- Почётное звание «Заслуженный работник образования Республики Бурятия» (1996)[1].
- Почётные грамоты Министерства образования и науки Республики Бурятия[1].
- Заслуженный работник высшей школы Российской Федерации (2007)[1].